# Li Xuehua
Li Xuehua – chińska zapaśniczka w stylu wolnym. Zdobyła srebrny medal w mistrzostwach Azji w 2001 roku.